# Akialoa obscura
La akialoa de Hawái (Akialoa obscura) es una especie extinta de ave paseriforme de la familia Fringillidae. Era endémica de la isla de Hawái. 

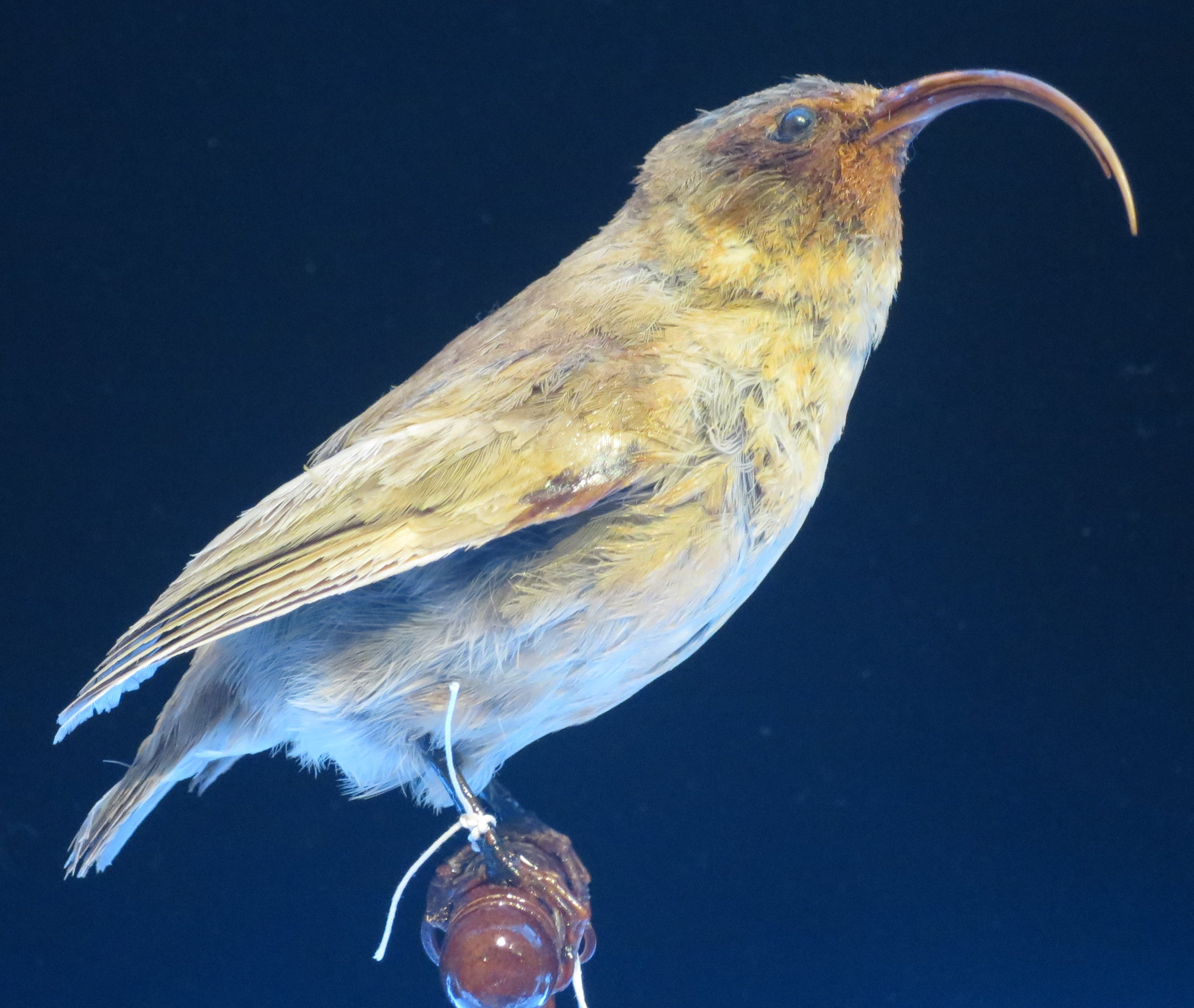
Espécimen conservado en el Bishop Museum, Honolulu.

Las razones para su extinción incluyen la destrucción de su hábitat por la deforestación de los bosques de las islas y la introducción de la malaria aviar.